# Storm van 28 oktober 2013

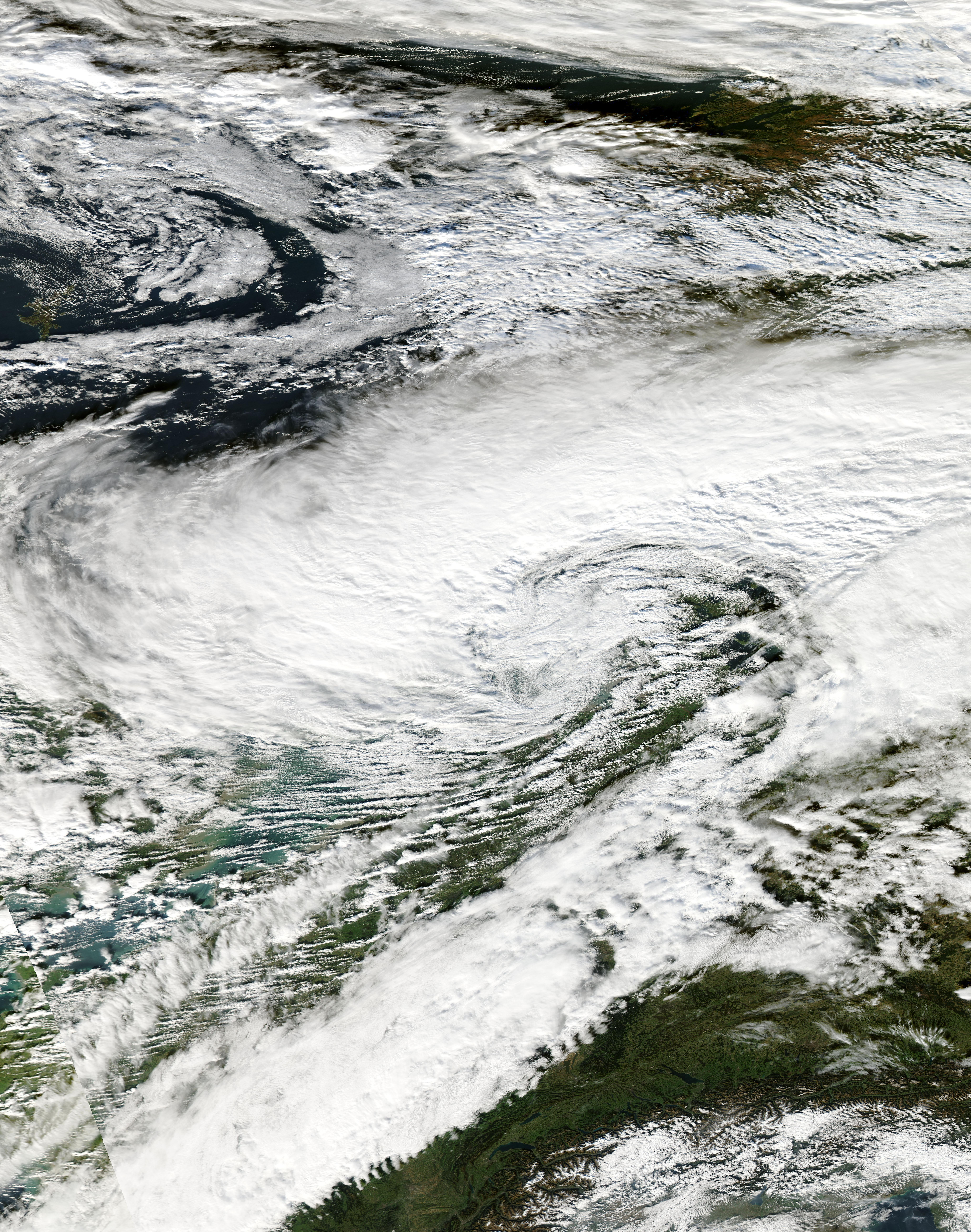
Satellietopname van 28 oktober 2013 om 12:10 UTC met het oog boven de Oostzee.

De storm van 28 oktober 2013 (onder andere bijgenaamd Christian (Duitsland), St Jude storm (Engeland), Carmen (European Windstorm Centre) en Simone (Zweden) was een storm die vanaf 25 oktober 2013 over West- en Noord-Europa trok en zware schade aanrichtte. Getroffen waren vooral de kustgebieden van Zuid-Engeland, België, Nederland, Noord-Duitsland (Nedersaksen en Sleeswijk-Holstein), Denemarken en Zuid-Zweden.
De zwaarste windstoot in Nederland was 152 km/u en werd gemeten te Lauwersoog. Ook in het binnenland werden windstoten gemeten tot 120 km/u. Een windstoot van 194,4 km/u op 28 oktober op het Deense Als was de zwaarste windstoot van de storm.

## Meteorologische achtergrond
Door droge lucht afkomstig uit de stratosfeer, een zakkende sterke straalstroom en invloeden van een voormalige tropische storm, ontstond er ten zuiden van Groenland een klein, maar actief lagedrukgebied. Dit lagedrukgebied was een secundaire depressie en vormde zich aan de rand van een groot IJslandlaag op de Atlantische Oceaan. De oorspronkelijk tropische lucht van de voormalige storm en een stevige jetstreak zorgde ervoor dat de depressie zich dichter bij Europa kon vormen dan gebruikelijk. Dit samen met een sterke straalstroom, zorgde ervoor dat de storm zich snel kon uitdiepen voordat Europa werd bereikt.

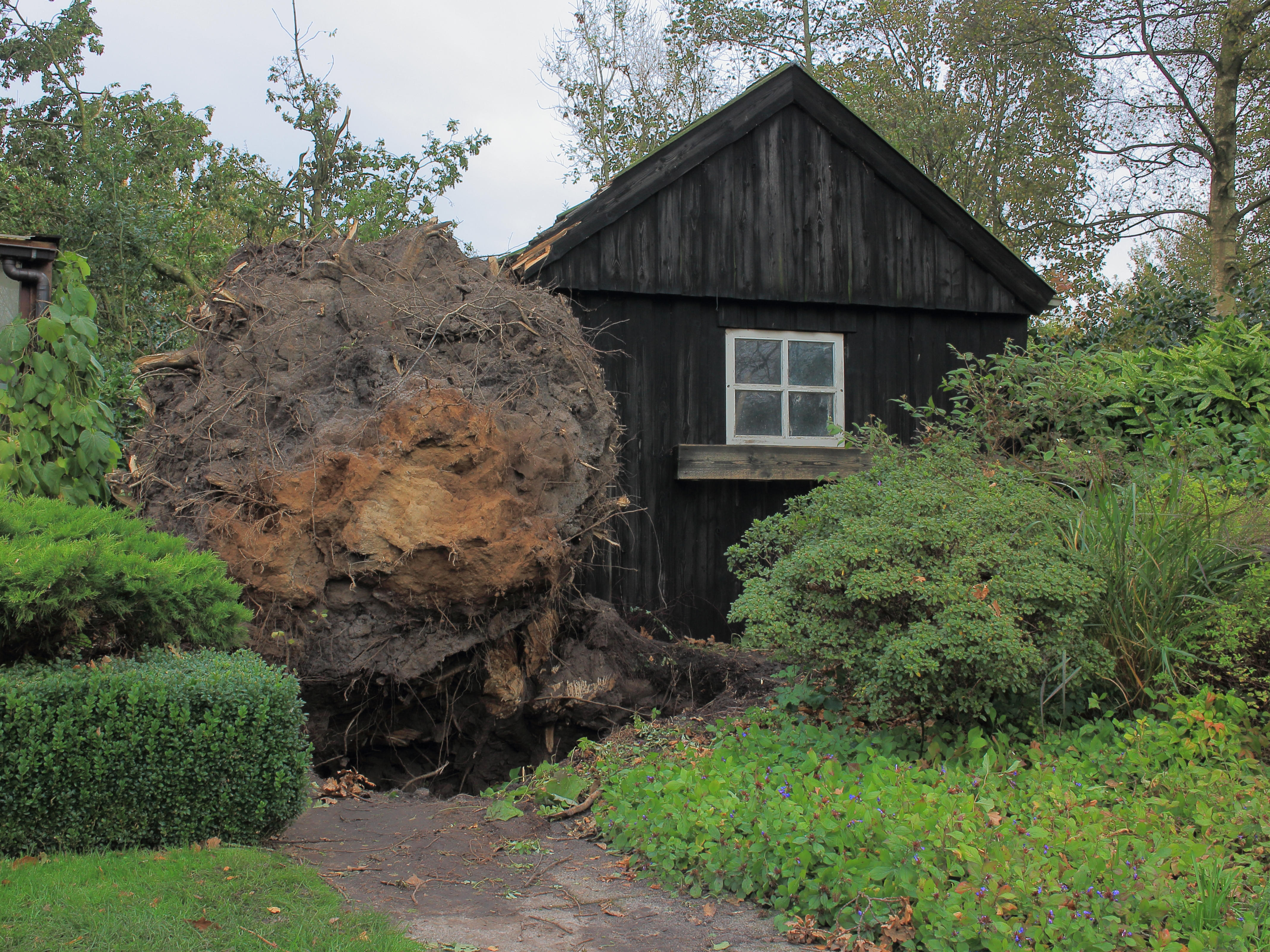
Een ontwortelde boom in Friesland

In de nacht naar maandag 28 oktober kreeg het zuiden van Engeland al te maken met zware windstoten, voor de storm uit. Nadat de storm Engeland voorbij was getrokken, zwollen de windstoten in dit gebied nog verder aan. Deze windstoten werden door verschillende meteorologen gedefinieerd als een mogelijk sting jet. Een sting jet is een fenomeen waarbij hoge windsnelheden worden gehaald door snel dalende koele lucht uit hogere luchtlagen. Een sting jet is bij verschillende grote Europese stormen in het verleden de oorzaak geweest voor de zwaarste windstoten.
Op zijn weg naar de Benelux, Duitsland en Denemarken diepte de storm nog verder uit, de kerndruk daalde tot een minimum van 967 hecto pascal voor de Deense kust. Ten tijde van deze zeer lage kerndruk werden de zwaarste windstoten van de storm genoteerd, tot 193 km/h in Kegnaes aan toe.

## Naamgeving
In verschillende landen in Europa kreeg de storm een naam. Zoals elk hoog- en lagedrukgebied sinds 1954 kreeg deze storm een bijnaam van het Instituut voor Meteorologie van de Vrije Universiteit Berlijn. De keuze viel ditmaal op Christian. Deze naam werd ook in andere Europese landen gebruikt. In het Verenigd Koninkrijk werd de storm vernoemd naar Sint Judas, wiens naamdag op 28 oktober valt. Het Zweedse instituut voor meteorologie gaf de storm de naam Simone en het European Windstorm Centre (een Britse private onderneming) gebruikt de naam Carmen voor de storm. Volgens The Guardian hebben EU-instanties Christian als officiële naam aangenomen.

## Slachtoffers
Als gevolg van de storm vielen er in meerdere Europese landen doden.
| Land                | Dodelijke slachtoffers |
| ------------------- | ---------------------- |
| Duitsland           | 8                      |
| Verenigd Koninkrijk | 6                      |
| Nederland           | 3                      |
| Denemarken          | 3                      |
| Frankrijk           | 1                      |
| Totaal              | 21                     |

## Schade
De schade die de storm in Nederland veroorzaakte werd door het Verbond van Verzekeraars geraamd op minimaal 95 miljoen euro (in dit bedrag zit de schade aan de overheids- en landbouwsector niet verwerkt), waarmee de storm op nummer twee uitkomt van een lijst die het verbond sinds 2006 bijhoudt. De eerste plaats wordt ingenomen door de storm van 18 januari 2007. Deze storm veroorzaakte 214 miljoen schade. In België bleef de schade relatief beperkt, al moesten er in Merksem vijftien mensen geëvacueerd worden nadat een bouwsteiger omver gewaaid was.

## Transport

### Openbaar vervoer
Op 27 oktober kondigde de NS aan dat er op 28 oktober met een aangepaste dienstregeling gereden zou worden. Dit hield onder andere in dat treinen minder frequent gingen rijden. Als gevolg van de storm werd de treindienstregeling ten noorden van Station Zwolle vanaf ongeveer 12.00 uur volledig gestaakt. Op verschillende trajecten werden bussen ingezet. Bij vervoerder Arriva werd het treinverkeer tussen Groningen en Leeuwarden (waar ter hoogte van Buitenpost een boom op het spoor belandde) als laatste hervat, om 21.20 uur. Op een aantal trajecten van de NS duurde de stremming tot later op de avond. Ook rond Amsterdam werd het treinverkeer ernstig ontregeld, verschillende trajecten werden volledig stilgelegd. Ook het tramvervoer in Amsterdam lag volledig plat. De ochtend na de storm waren er nog enkele problemen bij de NS, door treinen die op andere plekken stonden dan gepland was volgens de dienstregeling en vanwege herstelwerkzaamheden.
Vanaf het eind van de middag reden er in Duitsland ten noorden van de lijn Dortmund - Hannover - Berlijn amper treinen. Vooral in Sleeswijk-Holstein waren de problemen groot door veel bomen op het spoor, al het regionale verkeer kwam hier tot stilstand. De S-Bahn van Hamburg werd ernstig verstoord. Ook op 29 oktober waren er nog veel problemen op het spoor in Duitsland. Ook in Denemarken lag het treinverkeer grotendeels plat, ook op 29 oktober waren hier nog grote problemen door de grote schade die de wind veroorzaakte aan het spoor. In het zuiden van Groot-Brittannië vielen veel treinen uit, op meer dan 100 plekken vielen er bomen op het spoor.
In Friesland werd het busverkeer van Arriva volledig stilgelegd. Ook bij andere vervoerders in het noorden van Nederland was het busverkeer ernstig ontregeld. In Den Haag werd het bus- en tramverkeer ernstig ontregeld. In Arnhem hadden de trolleybussen last van de harde wind, door zwiepende bovenleidingen.

### Wegverkeer
De storm zorgde in Nederland voor een flink zwaardere ochtendspits dan normaal. In totaal stond er op het hoogtepunt ongeveer 270 kilometer file. Ook later op de dag waren er verschillende problemen, door bijvoorbeeld gekantelde vrachtwagens op de A29 en A2. De Brouwersdam en Houtribdijk waren enige tijd afgesloten voor al het verkeer. Op de Bundesautobahn 71, in het binnenland van Duitsland, werd de weg in beide richtingen afgesloten vanwege een aantal gekantelde vrachtwagens. Ook op de A2 in Nedersaksen lag het verkeer enige tijd volledig stil.
Vanwege de zware windstoten moest de Sontbrug tussen Zweden en Denemarken gesloten worden voor al het verkeer. Ook de Deense bruggen Grote Beltbrug, Kleine Beltbrug, de Vejlefjordbrug en Alssundbrug waren gesloten.

### Vliegverkeer
Op veel luchthavens in Noordwest Europa werden vluchten geannuleerd of ernstig vertraagd. De luchthaven van Kopenhagen was een aantal uren gesloten voor al het vliegverkeer. De KLM annuleerde 42 vluchten van de 200 Europese vluchten. Op de Britse luchthaven Londen Heathrow werden 130 vluchten geschrapt, op de andere Londense luchthavens waren minder problemen.